# Добромиру дин Деал (Констанца)
Добромиру дин Деал (рум. Dobromiru din Deal) насеље је у Румунији у округу Констанца у општини Добромир. Oпштина се налази на надморској висини од 126 m.

## Становништво
Према подацима из 2002. године у насељу је живело 406 становника, од којих су сви румунске националности.